# Aéroport de Novo Progresso
L'Aéroport de Novo Progresso (code IATA : NPR • code OACI : SJNP) est l'aéroport desservant Novo Progresso au Brésil.

## Compagnies aériennes et destinations
| Compagnies | Destinations                        |
| ---------- | ----------------------------------- |
| Piquiatuba | Altamira, Belém, Itaituba, Santarém |

## Statistiques
Pour des raisons techniques, il est temporairement impossible d'afficher le graphique qui aurait dû être présenté ici.

Voir la requête brute et les sources sur Wikidata.

## Situation
L'aéroport est situé à 3 km du centre-ville de Novo Progresso.
| \| 200 km1:42 212 000 \| São Paulo-Guarulhos São Paulo-Congonhas Brasília Rio-Galeão Belo Horizonte Campinas Rio-Santos-Dumont Recife Porto Alegre Salvador Fortaleza Curitiba Florianópolis Belém Vitória Goiânia Manaus Navegantes |
| 200 km1:42 212 000 |